# غرم أبسرد (أبرشيوة)
غرم أبسرد (بالفارسية: گرم‌آبسرد) هي قرية تقع في إيران في قسم أبرشيوة الريفي. يقدر عدد سكانها بـ 844 نسمة بحسب إحصاء 2016.